# Triatoma brasiliensis
Triatoma brasiliensis é uma espécie de inseto da família Reduviidae. Ocorre no Brasil, nos estados de Maranhão, Piauí, Ceará, Rio Grande do Norte, Paraíba, Pernambuco, Sergipe, Alagoas, Bahia, Tocantins, Goiás e Minas Gerais. A espécie é o principal vetor da doença de Chagas no nordeste brasileiro.